# Panagiótis Agapitós
Panagiótis Agapitós (en grec moderne : Παναγιώτης Αγαπητός), né à Athènes en 1959, est un chercheur universitaire et écrivain grec spécialiste de l'histoire, de la littérature et de la culture de Byzance.

## Biographie
Panagiótis Agapitós a fait ses études en histoire byzantine et musicologie à Munich et Boston et a obtenu un doctorat à l'université Harvard (en 1990).
Il est professeur de littérature byzantine à l'université de Nicosie (Chypre) depuis 1992.
Il a écrit des romans historiques ayant pour cadre l'Empire byzantin.

## Ouvrages
- Le Luth d’ébène, Une enquête de Léon le protospathaire, traduit par Constantin Kaïtéris, Anacharsis, Toulouse, 2013
- L'Œil de cuivre, Une enquête de Léon le protospathaire, traduit par Constantin Kaïtéris, Anacharsis, Toulouse, 2021